# Municipio de Streeter
El municipio de Streeter (en inglés: Streeter Township) es un municipio ubicado en el condado de Stutsman en el estado estadounidense de Dakota del Norte. En el año 2010 tenía una población de 55 habitantes y una densidad poblacional de 0,59 personas por km².

## Geografía
El municipio de Streeter se encuentra ubicado en las coordenadas 46°40′30″N 99°23′47″O / 46.67500, -99.39639. Según la Oficina del Censo de los Estados Unidos, el municipio tiene una superficie total de 92.6 km², de la cual 90,13 km² corresponden a tierra firme y (2,67 %) 2,48 km² es agua.

## Demografía
Según el censo de 2010, había 55 personas residiendo en el municipio de Streeter. La densidad de población era de 0,59 hab./km². De los 55 habitantes, el municipio de Streeter estaba compuesto por el 100 % blancos. Del total de la población el 0 % eran hispanos o latinos de cualquier raza.